# L'Ensaig
L'Ensaig va ser una revista manuscrita publicada a Igualada l'any 1882.
Sembla que no se n'ha conservat cap exemplar, però els estudis sobre la premsa catalana la mencionen.
«Era un full setmanal tirat en velògraf, pels joves de l'Ateneu Igualadí. Durà pocs temps.—Català».
Estava vinculada a l'Ateneu Igualadí de la Classe Obrera. «Els primers periòdics que sortiren de l'Ateneu tingueren un caire íntim, eren manuscrits i algun d'ells contenia dibuixos que feien els mateixos redactors socis ... L'Ensaig publicat pels joves de l'Ateneu, sortí el febrer de 1882 i tingué poca durada».
«... jo [[[Joan Serra i Constansó]]], que hi feia els dibuixos. Després vingué L'Ensaig també fou manuscrit i amb dibuixos». A més, «Jaume Serra Iglesias, president de l'Ateneu Igualadí (1889-1890), va col·laborar també en els diaris manuscrits del seu gran amic Joan Serra i Constansó La Veu d'Igualada, La Antorcha i L'Ensaig.